# CA Progreso
Club Atlético Progreso är en fotbollsklubb i Montevideo i Uruguay. Klubben grundades 30 april 1917 och spelar sina hemmamatcher på Parque Abraham Paladino. Laget spelar i ett gult–rött matchställ med alternerande vertikala ränder.